# 주형욱
주형욱(朱亨煜, 1984년 1월 30일 ~ )은 대한민국의 바둑 기사이다.

## 약력
허장회 문하에서 바둑을 배웠다. 1996년 한국기원 연구생으로 들어갔고 2000년 프로에 입단했다. 2002년 제6기 SK가스배 신예프로10걸전에서 6위를 차지했으며, 2004년 제23기 KBS바둑왕전 24강과 제4기 오스람코리아배 본선에 진출했다. 2009년 제52기 국수전 본선에 진출했고 5단으로 승단했다. 2011년 KB국민은행 2011년 한국바둑리그에 포스코LED팀으로 출전하여 우승을 차지했다. 2011년 6단을 거쳐 2013년 7단, 2018년 8단으로 승단했다.